# Wilhelm Sperber
Wilhelm Sperber (* 14. März 1908 in Nürnberg; † 17. Dezember 1987 in München) war ein deutscher Filmproduzent.

## Leben und Wirken
Nach einer kaufmännischen Ausbildung machte sich Sperber zunächst einen Namen als Automobilfachmann. 1931 wurde er Aufnahmeleiter beim Film, später Produktionsleiter und Herstellungsleiter. Er arbeitete für die Bavaria, die Tobis und zuletzt für die UFA. Aus seinen sonstigen Arbeiten heraus ragt der überaus aufwändige, auf Weisung von Propagandaminister Joseph Goebbels gedrehte Propaganda- und Durchhaltefilm Kolberg. 
Nach dem Krieg lebte Sperber in München und gründete hier die Produktionsfirma Merkur Film. Er betätigte sich aber vorwiegend für andere Firmen wie die CCC und die Bavaria als Produktions- und Herstellungsleiter. Einige Jahre war Sperber mit der Schauspielerin Mady Rahl verheiratet.

## Filmografie
- 1934: Peer Gynt
- 1937: Versprich mir nichts!
- 1938: Yvette
- 1939: Seitensprünge
- 1939: Ein Robinson
- 1940: Trenck, der Pandur
- 1943/45: Kolberg
- 1949: Die Reise nach Marrakesch
- 1950: Wer bist du, den ich liebe?
- 1950: Kronjuwelen
- 1950: Glück aus Ohio
- 1951: Das ewige Spiel
- 1953: Die Junggesellenfalle
- 1953: Käpt’n Bay-Bay
- 1954: Gefangene der Liebe
- 1956: Studentin Helene Willfüer
- 1956: Das Bad auf der Tenne
- 1956: Frucht ohne Liebe
- 1956: Vor Sonnenuntergang
- 1956: Kitty und die große Welt
- 1957: Schön ist die Welt
- 1959: Abschied von den Wolken
- 1960: Soldatensender Calais